# Isla Grande (Spanien)
Die Isla Grande. auch La Islona (oder Islla / Isla Grande) ist eine kleine Insel vor der Küste Asturiens in Spanien. Sie gehört administrativ zur Gemeinde Llanisca in Cué (Asturien). Die Fläche beträgt 2,1 Hektar und hat die Form eines Plateaus, das vollständig mit Gras bedeckt ist. Bei Ebbe verbindet die Insel eine Sandbank mit dem Festland. Vor der Ostseite aus gibt es zwei weitere Inseln, die der Isla Grande ähneln, aber mit je weniger als einen halben Hektar viel kleiner sind. Die Insel ist unbewohnt.